# Pierre Littbarski
Pierre Littbarski, född 16 april 1960 i Berlin, är en tysk fotbollstränare och före detta spelare (anfallare, mittfältare).
En av Västtysklands stora landslagsspelare under 1980-talet. Littbarski kom fram i Hertha Zehlendorf i Västberlin innan han gick till storlaget FC Köln där han slog igenom som anfallare/offensiv mittfältare. Han spelade under många år i Köln, bortsett från en sejour i Frankrike innan han avslutade karriären i Japan, där han även bott efter den aktiva karriären. Littbarski har sedan dess arbetat som tränare i flera länder, däribland Tyskland och Japan.

## Meriter
- 73 A-landskamper/18 mål för Västtyskland 1981-1990
- VM i fotboll: 1982, 1986, 1990
  - VM-guld 1990
  - VM-silver 1982, 1986
- EM i fotboll: 1984, 1988
  - EM-semifinal 1988